# Isla Mala
Isla Mala  è una città dell'Uruguay, situata a sudovest del dipartimento di Florida. Si trova a 170 metri sul livello del mare. Ha una popolazione di circa 816 abitanti.